# Benjamin Gille
Benjamin Gille (Valence, 3 de mayo de 1982) es un exjugador de balonmano francés que jugaba de pívot. Gille desarrolló toda su carrera en el Chambéry Savoie Handball, logrando, además, ser internacional con la selección de balonmano de Francia.
Con la selección francesa fue internacional en 3 ocasiones, logrando una medalla de plata en los Juegos Mediterráneos de 2009, lejos de los triunfos que cosecharon sus hermanos Guillaume Gille y Bertrand Gille con Francia.

## Palmarés

### Chambéry Savoie
- Liga de Francia de balonmano (1): 2001
- Copa de la Liga de balonmano (1): 2002
- Trofeo de Campeones (1): 2013

## Clubes
| Club                     | País    | Año         |
| ------------------------ | ------- | ----------- |
| Chambéry Savoie Handball | Francia | 2000 - 2018 |